# 及能正男
及能 正男（きゅうのまさお、1934年1月27日 -2021年11月13日 ）は日本の経済学者（金融学）、元西南学院大学教授。

## 来歴
北海道函館市出身。東北大学経済学部経済学科卒。1957年三井銀行に入行。調査部、外国部、ニューヨーク支店、デュッセルドルフ支店、国際部を経て、本店業務推進役人事部開発人事室担当に。1987年3月退職し、同年から2004年まで西南学院大学教授。この間、貿易研修センター客員研究員・教授を務めた。
2021年(令和3年)11月13日、病気のため、東京都世田谷区の自宅で死去した。87歳。葬儀・告別式は近親者で行い、喪主は長女の雅子が務めた。

## 著書
- 「国際金融がわかる本」
- 「国際企業経営」
- 「裸にされた金融ニッポン」
- 「国際マネー戦争」
- 「国際金融読本」
- 「オフショア市場」
- 「金融のしくみ」
- 「金融慣行」
- 「セキュリタイゼーションと銀行」
- 「コーポレート・ファイナンス」
- 「金融のリストラクチャリング」
- 「金融経済用語辞典」
- 「都市銀行」
- 「金融革命がわかる本―アメリカンマネー・ストリーム」（1985年4月、ABC出版）
- 「国際金融がわかる本―マネー症候群がやって来る」（1985年1月、ABC出版）
- 「国際金融読本」（1985年8月、経済法令研究会）
- 「オフショア市場―拡大する無国籍金融センター群」（1986年6月、有菱閣）
- 「国際マネー戦争」（1987年10月、講談社）
- 「外国為替のここがわからない―要点解説・50のQ&A」（1988年7月、PHP研究所）
- 「金融のしくみ―入門の入門　見る読むわかる」（1991年3月、最新版・1994年9月、最新3版・1998年2月、日本実業出版社）
- 「日本の都市銀行の研究―その生成・発展と現況課題の解明」（1994年6月、中央経済社）
- 「都市銀行―日本経済を支える11行の実像」（1995年1月、中央経済社）
- 「金融不安」（1998年4月、講談社）
- 「生まれ変わる銀行・敗れ去る銀行」（2000年7月、日本実業出版社）
- 「本邦銀行合同問題瞥見－本邦銀行合併・合同問題の研究」（2004年3月、西南学院大学『経済学論集』第38巻第4号、論集終載論稿）

## 略歴
- 1957年3月：東北大学経済学部経済学科卒業[2]
- 1957年4月：三井銀行入社（欧米在勤13年）
- 1987年3月：三井銀行退職
- 1987年4月：西南学院大学経済学部教授
- 1993年7月：西南学院大学大学院経済学研究科長（～1996年6月）
- 1998年9月：欧州統一通貨研究のため在独（～1999年3月）
- 2004年3月：西南学院大学定年退職